# Mohsen Fachrízádeh
Mohsen Fachrízádeh (persky محسن فخری‌زاده مهابادی‎; 1958, Qom – 27. listopadu 2020, Ábsard) byl brigádní generál Íránských revolučních gard a přední úředník íránského jaderného programu. Vyučoval fyziku na Univerzitě Imáma Husajna v Teheránu. Usnesení Rady bezpečnosti OSN jej označilo za vysokého vědce na Ministerstvu obrany a logistiky ozbrojených sil a bývalého vedoucího Centra pro fyzikální výzkum (PHRC) v Lavizan-Shianu. Byl vedoucím projektu AMAD a Organizace obranných inovací a výzkumu v Íránu.

## Počátek života
Fachrízádeh se narodil v Qomu v roce 1958. Po íránské revoluci v roce 1979 se stal členem islámských revolučních gard.

## Kariéra

### Akademická kariéra (1991–2020)
Fachrízádeh vystudoval jadernou fyziku na univerzitě v Teheránu v roce 1987, pokračoval v magisterském studiu na univerzitě v Isfahánu a získal titul Ph.D. v oboru jaderné radiace a kosmického záření.
Podle Alireza Jafarzadeha byl Fachrízádeh členem fakulty Univerzity Imáma Husajna od roku 1991.
Na počátku nultých let 21. století vedl Fachrízádeh iniciativu nazvanou Biologické studijní středisko, popisované jako nástupce Centra pro fyzikální výzkum (PHRC). Činnosti této výzkumné skupiny se konaly v Lavizan-Shianu.

### Sankce OSN (2006–2007)
V letech 2006–2007 dostával Fachrízádeh požadavky na zmrazení majetku a na oznámení při vycestování Radě bezpečnosti OSN, protože Rada uvedla, že Mezinárodní agentura pro atomovou energii (IAEA) požádala o rozhovor s Fachrízádehem, ale Írán žádosti nevyhověl. Írán však poskytl některé informace týkající se práce Fachrízádeha, které podle IAEA „nejsou v rozporu s jejími nálezy“, ale IAEA se nadále snažila potvrdit svá zjištění. Podle usnesení OSN byl Fachrízádeh přední vědec na Ministerstvu obrany a logistiky ozbrojených sil a bývalý vedoucí Centra pro fyzikální výzkum (PHRC) v Lavizan-Shianu. IAEA požádala o rozhovor s Fachrízádehem o aktivitách pro PHRC v období, kdy stál v čele Centra, ale Írán žádost opět zamítl. Ve zprávě OSN o íránském jaderném programu z roku 2007 byl označen za „klíčovou osobu“.

### Organizace obranných inovací a výzkumu
Po ukončení projektu AMAD Fachrízádeh založil a vedl Organizaci obranných inovací a výzkumu (SPND), vládní entitu specializující se na výzkum a vývoj jaderných zbraní. SPND byla založena v únoru 2011 a sídlila v íránském Ministerstvu obrany a logistiky ozbrojených sil. Fachrízádeh byl ředitelem SPND v letech 2008 až 2011. SPND byla přidružena k Univerzitě technologií Malek-Ashtar.

### Program jaderných zbraní (2007–2020)
Interní íránský dokument z roku 2007, který unikl do novin The Sunday Times, označil Fachrízádeha za předsedu Field for the Expansion of Deployment of Advanced Technology (FEDAT), což je krycí název organizace provozující íránský program jaderných zbraní. Dokument s názvem „Výhled na speciální činnosti související s neutrony v příštích čtyřech letech“ (anglicky Outlook for Special Neutron-Related Activities over the Next Four Years) stanovuje čtyřletý plán vývoje neutronového iniciátoru z deuteridu uranu.
V roce 2010 britský deník The Guardian zveřejnil předpoklad, že Fachrízádeh má na starosti íránský jaderný program. V roce 2012 jej The Wall Street Journal nazval „teheránským guru pro atomové zbraně“; v roce 2014 jej americký deník The New York Times nazval íránským Oppenheimerem. Po atentátu na Fachrízádeha byl ájatolláhem Sajjidem Alím Chameneím nazván jako „vynikající a významný vědec v oblasti jaderné obrany“. Západní zpravodajské agentury včetně amerických tvrdily, že Fachrízádeh měl na starosti íránský jaderný program, Projekt 111, ve kterém je cílem vytvoření jaderné bomby pro Írán. Írán však popřel, že by jeho jaderný program měl vojenský cíl. Fachrízádeh byl označován jako vedoucí projektu Green Salt. Podle The New York Times byl Fachrízádeh uveden v tajných zprávách amerických tajných služeb jako úzce zapojený do vývoje jaderné hlavice pro Írán.
Zpráva Ministerstva zahraničí Spojených států amerických z června 2020 uvádí, že bývalí přispěvatelé íránského programu jaderných zbraní pokračovali v práci na „technických činnostech dvojího užití souvisejících se zbrojením“ pod Fachrízádehem.

## Úmrtí

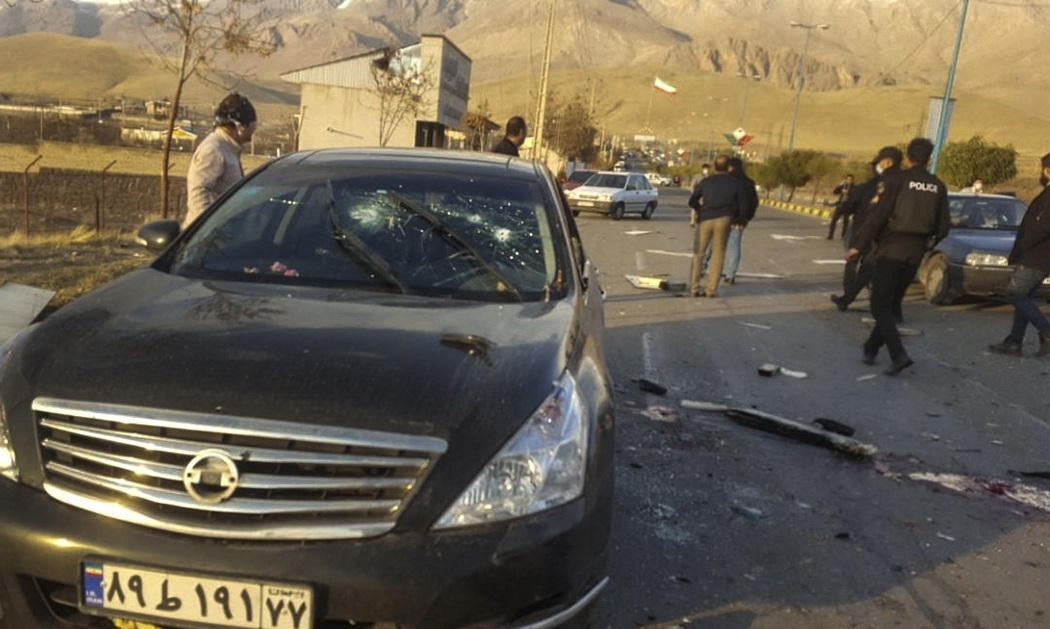
Fotografie automobilu značky Nissan z místa činu

Ve městě Ábsard nedaleko Teheránu byl Fachrízádeh se svými strážci postřelen, se zraněními byli převezeni do nemocnice. Íránské Ministerstvo obrany 27. listopadu 2020 uvedlo: „Zdravotnickému týmu se ho bohužel nepodařilo přivést zpět k životu a tento manažer a vědec se před několika minutami stal mučedníkem.“ Íránský diplomat Mohammad Džavád Zaríf na Twitteru uvedl: „Teroristé zavraždili významného íránského vědce. Fakta svědčí o roli Izraele a poukazují na pachatele a jejich zoufalé válečné štvaní. Írán vyzývá svět a zejména Evropskou unii, aby ukončila trestuhodnou politiku dvojího metru a odsoudila tento čin státního terorismu.“
Podle tří zdrojů deníku The New York Times za útokem stál Izrael. Podle deníku The Jewish Chronicle byl Fachrízádeh již od března 2020 intenzivně sledován izraelskými agenty (včetně Íránců) a nakonec byl zabit s chirurgickou přesností (zatímco cíl atentátu zasáhlo 13 kulek, jeho žena ani žádný 12 bodyguardů nebyli zraněni) speciální zbraní ovládanou na dálku, která po provedení útoku kvůli likvidaci důkazů explodovala.